# Annette Island
Annette Island (in lingua Tlingit Taak'w Aan, che significa "città d'inverno") appartiene al gruppo delle Gravina Islands che fanno parte dell'arcipelago Alessandro nell'Alaska sud-orientale (USA). L'isola è nella sua totalità una riserva indigena, la sola in Alaska, parte della Census Area di Prince of Wales-Hyder dell'Unorganized Borough.
Il principale insediamento dell'isola è Metlakatla, si tratta di una comunità fondata dal missionario anglicano William Duncan, formata da indiani Tsimshian. La popolazione totale dell'îsola era, al censimento del 2000, di 1 447 abitanti, in maggioranza Tsimshian, ma anche Tlingit e Haïda.
L'isola è raggiungibile solamente via mare o via aerea. Metlakatla e collegata a Ketchikan tramite una linea di traghetti della Alaska Marine Highway Sysytem.
Annette possiede un aeroporto (code IATA : ANN) che si trova 9 km a sud di Metlakatla.

## Geografia
L'isola Annette si trova a sud dell'isola di Revillagigedo (Revillagigedo Island) divisa dall'omonimo canale (Revillagigedo Channel). A nord-ovest il canale di Nichols (Nichols Passage) la divide dall'isola di Gravina (Gravina Island), mentre lo stretto di Felice (Felice Strait) la separa a sud dall'isola di Duke (Duke Island) e a est dall'isola di Mary (Mary Island). La cittadina di Metlakatla si trova sulla costa occidentale dell'isola nell'ampia baia di Port Chester. L'isola misura circa 18 km sia in lunghezza che in larghezza e ha una superficie di 342,2 km²; la sua altezza massima è quella del monte Tamgas, a sud-est, di 1095 m.

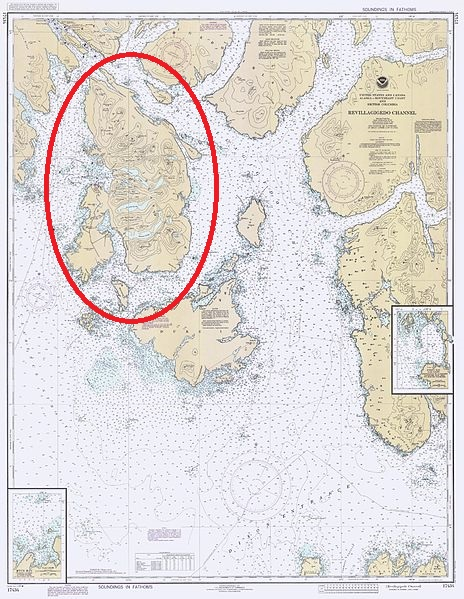

### Insenature e altre masse d'acqua
Intorno all'isola sono presenti le seguenti insenature marine (alcune misure sono ricavate da "Google Earth"):
- Lato nord (sul canale di Revillagigedo):[5]
  - Baia di Annette (Annette Bay)[6] 55°15′58″N 131°32′58″W - Si forma all'incrocio dei canali Revillagigedo e Nichols e si estende verso sud-est per 6 chilometri.
  - Baia di Nadzaheen (Nadzaheen Cove)[7] 55°13′48″N 131°28′03″W - Si trova di fronte all'isola di Bold (Bold Island).
  - Baia di Hassler (Hassler Harbor)[8] 55°12′51″N 131°25′50″W - Si trova di fronte all'isola di Bold (Bold Island) e contine la piccola isola di Pow (Pow Island).
- Lato est e sud (sullo stretto di Felice):[5]
  - Insenatura di Cascade (Cascade Inlet)[9] 55°10′29″N 131°22′01″W - Divide l'isola di Annette dall'isola di Ham (Ham Island) per una lunghezza di 5,3 chilometri.
  - Baia di Crab (Crab Bay)[10] 55°06′24″N 131°21′38″W - Si trova di fronte all'isola di Mary (Mary Island) e si estende per una lunghezza di 2 chilometri.
  - Baia di Kwain (Kwain Bay)[11] 55°05′29″N 131°21′54″W - Si trova di fronte all'isola di Mary (Mary Island).
  - Fiordo di Tamgas (Tamgas Harbor)[12] 55°02′43″N 131°31′14″W - Si trova di fronte all'isola di Hotspur (Hotspur Island) ed è lungo 9 chilometri circa.
- Lato sud (sullo stretto di Clarence):[5]
  - Baia di Canoe (Canoe Cove)[13] 55°02′46″N 131°37′28″W - La baia è larga 1,6 chilometri.
- Lato ovest (sul canale di Nichols):[5]
  - Baia di Smuggler (Smuggler Cove)[14] 55°05′31″N 131°35′50″W - La baia è larga 2,5 chilometri circa.
  - Baia di Port Chester (Port Chester)[15] 55°08′44″N 131°34′01″W - Si trova di fronte all'isola di Gravina (Gravina Island) ed è larga 5,6 chilometri.
  - Baia di Hemlock (Hemlock Bay)[16] 55°09′57″N 131°33′57″W - Si trova a nord della baia Port Chester, separata dall'isola di Hemlock (Hemlock Island).
  - Baia di Sylburn (Sylburn Harbor)[17] 55°11′25″N 131°35′27″W - Si trova a nord della baia Port Chester.

### Promontori
Sull'isola sono presenti alcuni promontori:
- Lato nord (sul canale di Revillagigedo):[5]
  - Promontorio di Race (Race Point)[18] 55°16′59″N 131°33′56″W - Divide il canale di Revillagigedo (Revillagigedo Channel) dalla baia di Annette (Annette Bay); il promontorio ha una elevazione di 16 m s.l.m..
  - Promontorio di Reef (Reef Point)[19] 55°14′58″N 131°28′32″W - Si trova di fronte all'isola di Bold (Bold Island).
  - Promontorio di Harbor (Harbor Point)[20] 55°12′57″N 131°24′51″W - Si trova di fronte all'isola di Bold (Bold Island) all'entrata della baia di Hassler (Hassler Harbor); il promontorio ha una elevazione di 2 m s.l.m..
- Lato sud (sullo stretto di Felice):[5]
  - Promontorio di Annette (Annette Point)[21] 55°00′45″N 131°22′59″W - Si trova di fronte all'isola di Duke (Duke Island).
  - Promontorio di Survey (Survey Point)[22] 55°00′45″N 131°29′14″W - Si trova di fronte all'isola di Hotspur (Hotspur Island) all'entrata orientale del fiordo di Tamgas (Tamgas Harbor); il promontorio ha una elevazione di 7 m s.l.m..
  - Promontorio di Grey (Grey Point)[23] 55°01′39″N 131°32′34″W - Si trova di fronte all'isola di Hotspur (Hotspur Island) all'entrata occidentale del fiordo di Tamgas (Tamgas Harbor).
  - Promontorio di Moss (Moss Point)[24] 55°01′21″N 131°33′37″W - Si trova di fronte all'isola di Hotspur (Hotspur Island) all'entrata occidentale del fiordo di Tamgas (Tamgas Harbor); il promontorio ha una elevazione di 4 m s.l.m..
  - Promontorio di Sextant (Sextant Point)[25] 55°00′28″N 131°35′25″W - Si trova di fronte all'isola di Hotspur (Hotspur Island) all'entrata occidentale del fiordo di Tamgas (Tamgas Harbor); il promontorio ha una elevazione di 13 m s.l.m..
  - Promontorio di Davison (Point Davison)[26] 55°00′16″N 131°36′03″W - Si trova all'estremo sud dell'isola; il promontorio ha una elevazione di 12 m s.l.m..
- Lato ovest (sul canale di Nichols):[5]
  - Promontorio di Cedar (Cedar Point)[27] 55°05′50″N 131°36′25″W - Si trova all'entrata della baia di Smuggler (Smuggler Cove).
  - Promontorio di Village (Village Point)[28] 55°07′49″N 131°34′29″W - Si trova all'entrata sud della baia di Port Chester (Port Chester) e individua la cittadina di Metlaklata.
  - Promontorio di Driest (Driest Point)[29] 55°10′37″N 131°35′58″W - Si trova all'entrata sud della baia di Sylburn (Sylburn Harbor); il promontorio ha una elevazione di 17 m s.l.m..
  - Promontorio di Walden (Walden Point)[30] 55°16′26″N 131°35′21″W - Divide il canale di Nichols dal canale di Revillagigedo e si trova all'entrata della baia di Annette (Annette Bay).

### Laghi
Alcuni laghi presenti sull'isola (le misure possono essere indicative - la seconda dimensione in genere è presa ortogonalmente alla prima nel suo punto mediano):
| Nome del lago                        | Quota (m s.l.m.) | Dimensioni in chilometri (lunghezza x larghezza) | Coordinate             |
| ------------------------------------ | ---------------- | ------------------------------------------------ | ---------------------- |
| Lago di Helen Todd (Helen Todd Lake) | 73               | 1,29 x 0,40                                      | 55°12′20″N 131°30′35″W |
| Lago di Hassler (Hassler Lake)       | 117              | 3,22 x 1,20                                      | 55°11′15″N 131°27′00″W |
| Laghi di Cascade (Cascade Lakes)     | 72               |                                                  | 55°09′55″N 131°23′22″W |
| Lago di Trout (Trout Lake)           | 18               | 4,22 x 0,64                                      | 55°08′49″N 131°23′29″W |
| Lago di Melanson (Melanson Lake)     | 53               | 1,93 x 0,47                                      | 55°08′04″N 131°30′24″W |
| Lago di Chester (Chester Lake)       | 250              | 0,8 x 0,6                                        | 55°07′05″N 131°31′33″W |
| Lago di Edgecombe (Edgecombe Lake)   | 296              | 0,8 x 0,4                                        | 55°07′09″N 131°29′52″W |
| Lago di Purple (Purple Lake)         | 105              | 5,38 x 0,72                                      | 55°05′57″N 131°29′13″W |
| Lago di Kwain (Kwain Lake)           | 327              | 0,8 x 0,25                                       | 55°04′43″N 131°24′14″W |
| Lago di Tamgas (Tamgas Lake)         | 16               | 3,7 x 0,7                                        | 55°03′40″N 131°29′00″W |
| Lago di Crater (Crater Lake)         | 176              | 0,7 x 0,5                                        | 55°04′00″N 131°22′59″W |

### Monti
Elenco di alcuni monti presenti nell'isola:
| Nome del monte                         | Quota (m s.l.m.) | Coordinate             |
| -------------------------------------- | ---------------- | ---------------------- |
| Monte Anvil (Anvil Mountain)           | 490              | 55°15′18″N 131°34′12″W |
| Monte Red (Red Mountain)               | 579              | 55°15′00″N 131°34′07″W |
| Monte Nubbins (Nubbins Mountain)       | 548              | 55°14′05″N 131°32′41″W |
| Monte Bush (Bush Mountain)             | 492              | 55°13′40″N 131°30′47″W |
| Monte Round (Round Mountain)           | 665              | 55°12′03″N 131°33′29″W |
| Monte Chenango (Chenango Mountain)     | 853              | 55°10′54″N 131°30′55″W |
| Monte Cone (Cone Mountain)             | 730              | 55°11′29″N 131°29′17″W |
| Monte Narrows (Narrows Mountain)       | 569              | 55°10′49″N 131°24′25″W |
| Monte Middle (Middle Mountain)         | 435              | 55°09′35″N 131°24′18″W |
| Monte Tired (Tired Mountain)           | 697              | 55°10′04″N 131°27′58″W |
| Monte Janesville (Janesville Mountain) | 737              | 55°09′45″N 131°30′19″W |
| Monte Leadville (Leadville Mountain)   | 473              | 55°07′31″N 131°31′33″W |
| Monte Purple (Purple Mountain)         | 633              | 55°06′32″N 131°31′29″W |
| Monte Dubuque (Dubuque Mountain)       | 690              | 55°07′02″N 131°25′22″W |
| Monte Agassiz (Agassiz Mountain)       | 677              | 55°04′58″N 131°29′40″W |
| Monte Between (Between Mountain)       | 400              | 55°04′17″N 131°27′55″W |
| Monte Tamgas (Tamgas Mountain)         | 1.095            | 55°03′58″N 131°24′19″W |
| Monte Davison (Davison Mountain)       | 823              | 55°02′46″N 131°28′00″W |

## Toponimo
L'isola fu così chiamata nel 1879 dal naturalista esploratore americano William Healey Dall in onore della moglie Annette Whitney Dall.

## Clima
Il clima prevalente dell'isola è quello marino della costa occidentale nord americana (Clima oceanico), con tempo ventoso e umido tutto l'anno, inverni freddi ed estati miti. La temperatura media annuale è di 8,1 °C; le precipitazioni (2,5 metri totali) sono presenti quasi tutto l'inverno (giugno e luglio sono i mesi più secchi e ottobre e novembre i più piovosi); le nevicate stagionali (da novembre a aprile) raggiungono mediamente i 85 cm; durante l'estate c'è una media di 17 giorni con oltre 21 °C.

## Galleria d'immagini

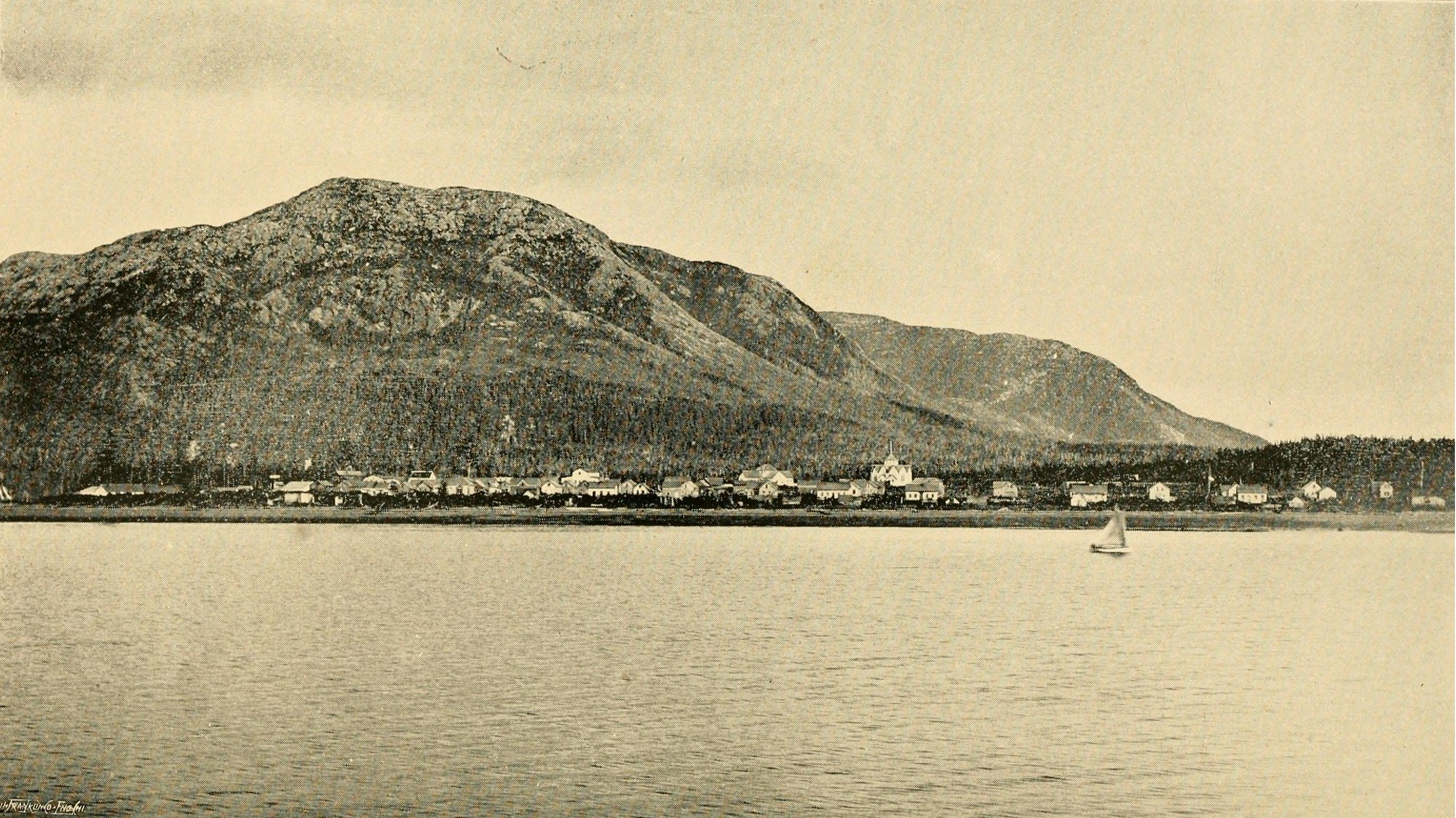
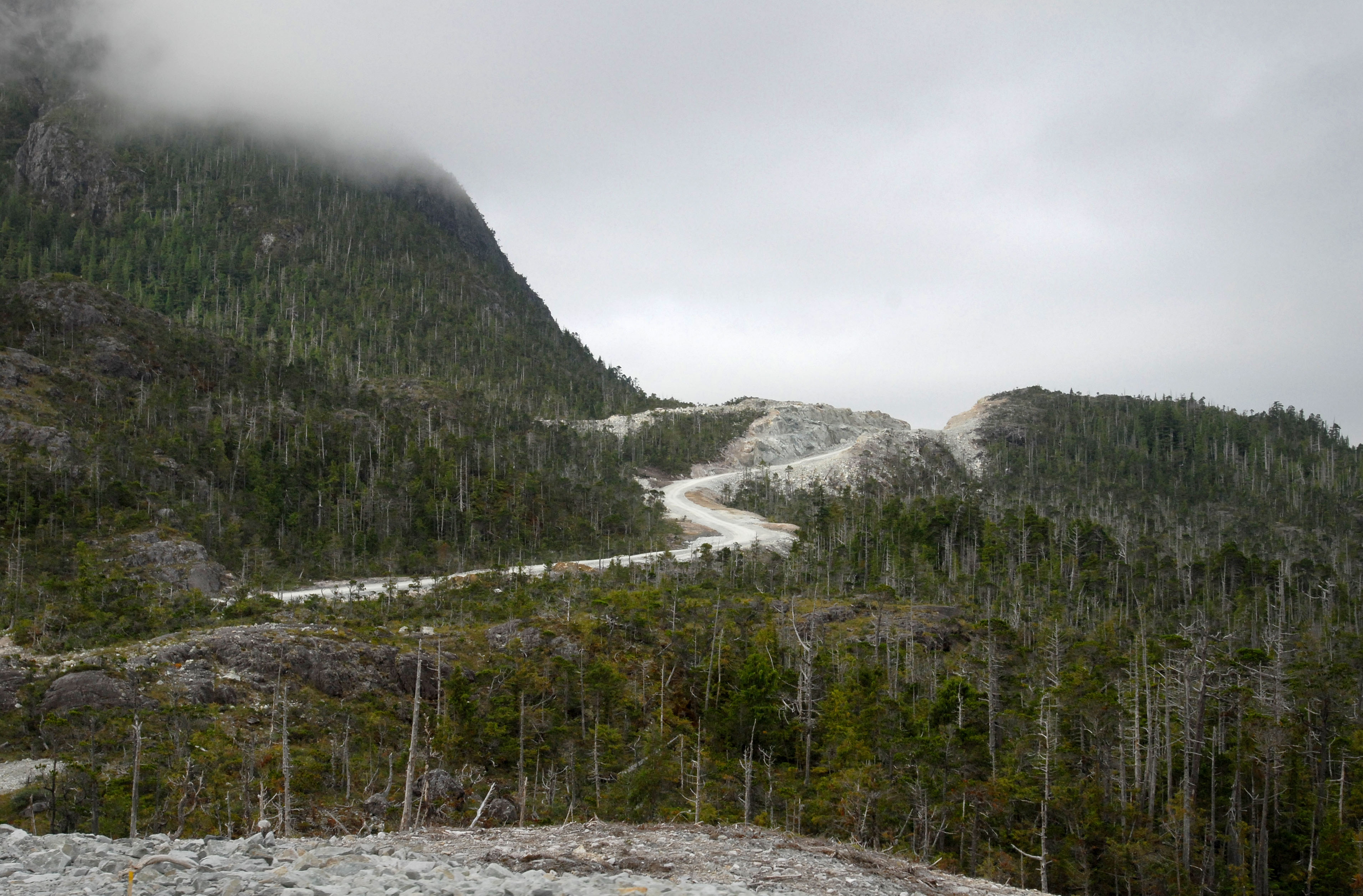
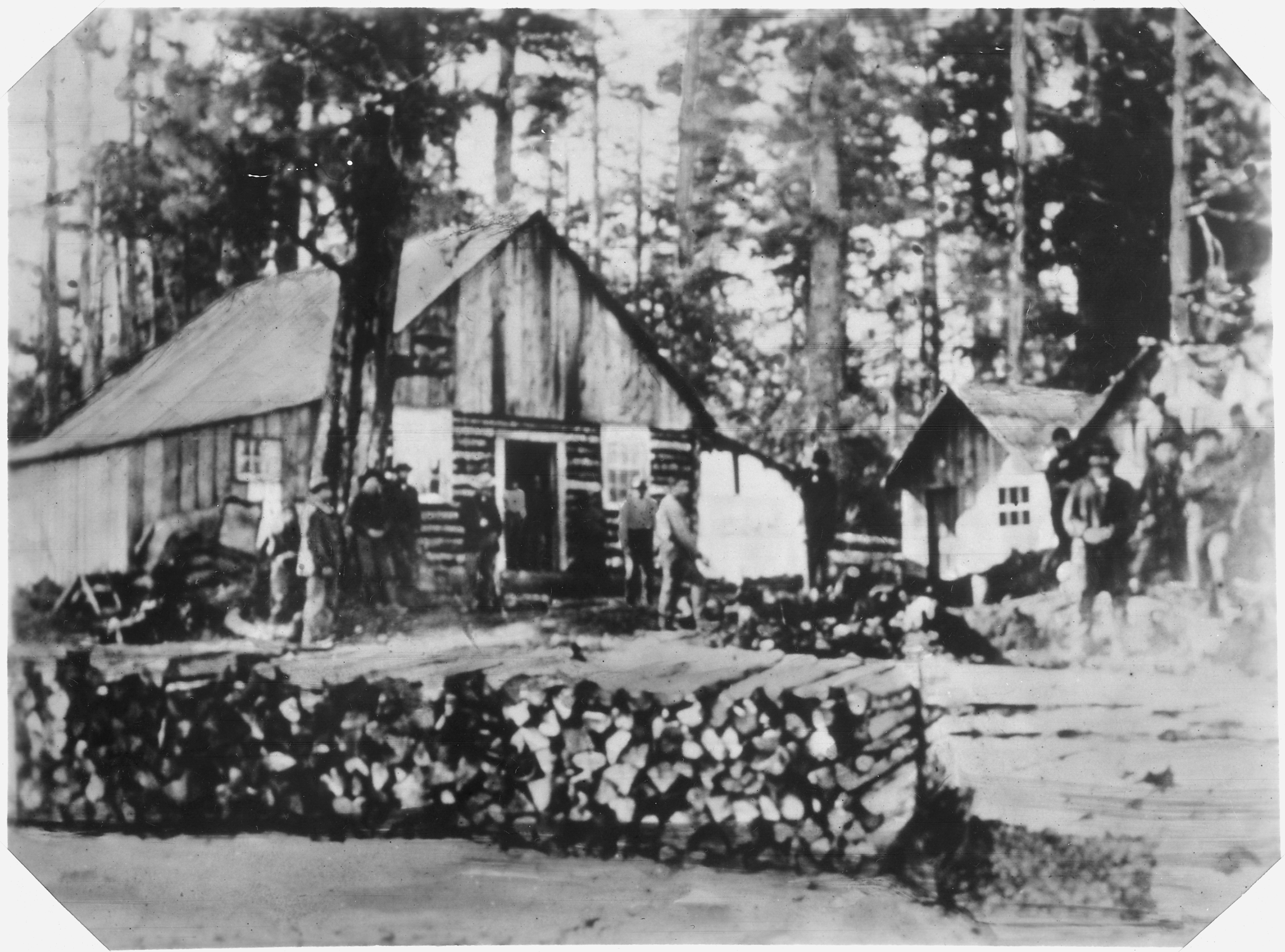